# Beauvoir (Oise)
Beauvoir é uma comuna francesa na região administrativa de Altos da França, no departamento de Oise. Estende-se por uma área de 10,27 km². Em 2010 a comuna tinha 229 habitantes (densidade: 22,3 hab./km²).